# Atli Sveinsson
Atli Þór Sveinsson Viitanen (* 4. Februar 2002 in Akureyri) ist ein isländischer Eishockeyspieler, der seit 2021 bei Skautafélag Akureyrar in der Isländischen Eishockeyliga unter Vertrag steht.

## Karriere
Atli Sveinsson begann seine Karriere als Eishockeyspieler bei den Eisbären Juniors Berlin in Deutschland. Dort brachte er es bis in die Deutsche Nachwuchsliga, absolvierte aber auch zwei Spiele für das Herrenteam in der Regionalliga Ost. Nachdem er die Spielzeit 2020/21 im Nachwuchsbereich des finnischen Klubs Rovaniemen Kiekko verbrach hatte, kehrte er in seine Heimatstadt Akureyri zurück. Dort spielt er bei Skautafélag Akureyrar in der Isländischen Eishockeyliga. Mit dem Team aus der Region Norðurland eystra wurde er 2022 isländischer Meister.
Seit 2023 gehört er auch zum Trainerstab von Skautafélag Akureyrar.

### International
Atli Sveinsson spielte bereits als Jugendlicher für Island. Er nahm an der Division III der U18-Weltmeisterschaft 2019 sowie den Turnieren der U20-Weltmeisterschaften 2020 in der Division III und 2022, als er zum besten Spieler seiner Mannschaft gewählt wurde, in der Division II teil. Dabei gelang 2020 (U20) der Aufstieg in die Division II.
Zunächst vertrat Atli Sveinsson die Herren-Nationalmannschaft bei der Olympiaqualifikation für die Winterspiele in Peking 2022. Zudem spielte er in der Division II bei den Weltmeisterschaften 2022 und 2023. 

## Erfolge und Auszeichnungen
- 2020: Aufstieg in die Division II, Gruppe B, bei der U20-Weltmeisterschaft der Division III
- 2022: Aufstieg in die Division II, Gruppe A, bei der Weltmeisterschaft, Division II, Gruppe B
- 2022: Isländischer Meister mit Skautafélag Akureyrar